# Jean Bartet
Jean Arriet-Bartet (* 13. Dezember 1862 in Gurs; † 1943) war ein französischer Opernsänger (Bariton).

## Leben
Bartet studierte am Conservatoire de Paris bei Joseph Barbot und Alfred Giraudet. 1893 debütierte er in der Rolle des Nelusco in Giacomo Meyerbeers Oper Die Afrikanerin an der Pariser Oper, wo er bis etwa 1910 engagiert war.
Er sang hier zahlreiche große Rollen, so in den Wagneropern Tristan und Isolde den Kurwenal, Die Meistersinger von Nürnberg den Kothner und in der Walküre den Wotan. Weiterhin trat er als Nevers in Meyerbeers Die Hugenotten, als Valentin in Charles Gounods Faust, als Oberpriester in Camille Saint-Saëns’ Samson et Dalila, in der Titelrolle von Gioacchino Rossinis Guillaume Tell, als Amonasro in Giuseppe Verdis Aida und als Gunther in Ernest Reyers Sigurd auf.
Bartet wirkte auch an mehreren Uraufführungen an der Pariser Oper mit, so 1898 von Jacques Rousseaus La cloche du Rhin, 1899 von Emmanuel Chabriers Briseïs und 1900 von Victorin de Joncières’ Lancelot du Lac. Plattenaufnahmen Bartets sind nicht bekannt.